# مجمع‌الجزایر کلرادوس
مجمع‌الجزایر کلرادوس (اسپانیایی: Archipiélago de los Colorados‎) زنجیره‌ای از جزایر کوچک در سواحل شمال غربی کوبا است.
دریای اطراف ایران جزایر عمدتاً برای ماهیگیری استفاده می‌شود، صید تجاری خرچنگ، اسفنج، صدف، سرخوی شمالی و ماهی تن هم در این آب‌ها جریان دارد. گردشگری هم در جزیرک‌های مانند کایو لویسا توسعه یافته‌است، جایی که سواحل ماسه‌ای سفید و همچنین مکان‌های غواصی باعث جذب گردشگر می‌شوند.